# グレイ郡 (カンザス州)
グレイ郡（英: Gray County）は、アメリカ合衆国カンザス州の南西部に位置する郡である。2010年国勢調査での人口は6,006人であり、2000年の5,904人から1.7%増加した。郡庁所在地はシマロン市（人口2,184人）であり、同郡で人口最大の都市でもある。

## 法と政府
グレイ郡はアルコールを禁じる、すなわち「ドライ」の郡である。1986年にカンザス州憲法が修正され、住民は投票で個人が嗜むアルコール飲料の販売を承認できることになったが、ドライを維持している。

## 地理
アメリカ合衆国国勢調査局に拠れば、郡域全面積は869.34平方マイル (2,251.6 km2)であり、このうち陸地は868.90平方マイル (2,250.4 km2)、水域は0.44平方マイル (1.1 km2)で水域率は0.05%である。
2001年以降、「新世代エネルギー資源」がモンテズマ市の近くでカンザス州最大のウィンドファームを運転しており、広さ12,000エーカー (49 km2) の土地の170基の風車で110メガワットを発電している。

### 隣接する郡
- フィニー郡 - 北
- ホッジマン郡 - 北東
- フォード郡 - 東
- ミード郡 - 南
- ハスケル郡 - 西

## 人口動態

人口ピラミッド

以下は2000年の国勢調査による人口統計データである。
| 基礎データ - 人口: 5,904人 - 世帯数: 2,045 世帯 - 家族数: 1,556 家族 - 人口密度: 3人/km2（7人/mi2） - 住居数: 2,181軒 - 住居密度: 1軒/km2（2軒/mi2） 人種別人口構成 - 白人: 92.31% - アフリカン・アメリカン: 0.19% - ネイティブ・アメリカン: 0.46% - アジア人: 0.10% - 太平洋諸島系: 0.07% - その他の人種: 5.42% - 混血: 1.46% - ヒスパニック・ラテン系: 9.81% 年齢別人口構成 - 18歳未満: 31.6% - 18-24歳: 8.3% - 25-44歳: 27.3% - 45-64歳: 20.2% - 65歳以上: 12.7% - 年齢の中央値: 33歳 - 性比（女性100人あたり男性の人口） - 総人口: 100.1 - 18歳以上: 96.2 | 世帯と家族（対世帯数） - 18歳未満の子供がいる: 42.0% - 結婚・同居している夫婦: 67.7% - 未婚・離婚・死別女性が世帯主: 5.6% - 非家族世帯: 23.9% - 単身世帯: 21.2% - 65歳以上の老人1人暮らし: 9.4% - 平均構成人数 - 世帯: 2.82人 - 家族: 3.31人 収入と家計 - 収入の中央値 - 世帯: 40,000米ドル - 家族: 45,2993米ドル - 性別 - 男性: 31,519米ドル - 女性: 21,5639米ドル - 人口1人あたり収入: 18,632米ドル - 貧困線以下 - 対人口: 9.1% - 対家族数: 6.5% - 18歳未満: 11.8% - 65歳以上: 8.0% |

## 都市と町

### 法人化された都市
都市名の後の数字は2010年国勢調査での人口を示す。
- シマロン, 2,184- 郡庁所在地
- モンテズマ, 966
- コープランド, 310
- インガルス, 306
- エンサイン, 187

### その他の町
- チャールストン
- ハガード

## 郡区
グレイ郡は7の郡区に分けられている。どの都市も「政治的に独立」と見なされず、下記郡区の数字に含まれている。下表で「人口中心」は最大都市であり、特に大きな数字でなければ、郡区の人口に含まれるものである。
| 郡区 | FIPSコード | 人口中心   | 人口  | 人口密度 /km2 (/sq mi) | 陸地面積 km2 (sq mi) | 水域 km2 (sq mi) | 水域率(%) | 座標                                                                |
| --- | ---------- | ---------- | ----- | ---------------------- | -------------------- | ---------------- | --------- | ------------------------------------------------------------------- |
| シマロン                                                                                                | 13300      | シマロン   | 2,379 | 9 (24)                 | 254 (98)             | 0 (0)            | 0.03%     | 北緯37度48分22秒 西経100度20分52秒 / 北緯37.80611度 西経100.34778度 |
| コープランド                                                                                            | 15500      |            | 540   | 2 (6)                  | 233 (90)             | 0 (0)            | 0.15%     | 北緯37度33分57秒 西経100度37分14秒 / 北緯37.56583度 西経100.62056度 |
| イーストヘス                                                                                            | 19525      |            | 372   | 1 (3)                  | 281 (108)            | 0 (0)            | 0.03%     | 北緯37度37分45秒 西経100度15分39秒 / 北緯37.62917度 西経100.26083度 |
| フット                                                                                                  | 23675      |            | 126   | 0 (1)                  | 310 (120)            | 0 (0)            | 0.02%     | 北緯37度55分44秒 西経100度20分46秒 / 北緯37.92889度 西経100.34611度 |
| インガルス                                                                                              | 34250      |            | 646   | 2 (5)                  | 349 (135)            | 0 (0)            | 0.03%     | 北緯37度47分43秒 西経100度30分23秒 / 北緯37.79528度 西経100.50639度 |
| ローガン                                                                                                | 41900      |            | 216   | 1 (2)                  | 309 (119)            | 0 (0)            | 0.04%     | 北緯37度55分20秒 西経100度33分52秒 / 北緯37.92222度 西経100.56444度 |
| モンテズマ                                                                                              | 47900      | モンテズマ | 1,625 | 3 (8)                  | 514 (198)            | 0 (0)            | 0.07%     | 北緯37度35分56秒 西経100度26分11秒 / 北緯37.59889度 西経100.43639度 |
| Sources: “Census 2000 U.S. Gazetteer Files”. U.S. Census Bureau, Geography Division. 2012年4月1日閲覧。 |            |            |       |                        |                      |                  |           |                                                                     |

## 教育

### 統一教育学区
- シマロン・エンサインn USD 102
- モンテズマ USD 371
- コープランド USD 476
- インガルス USD 477